# Moritz Weber

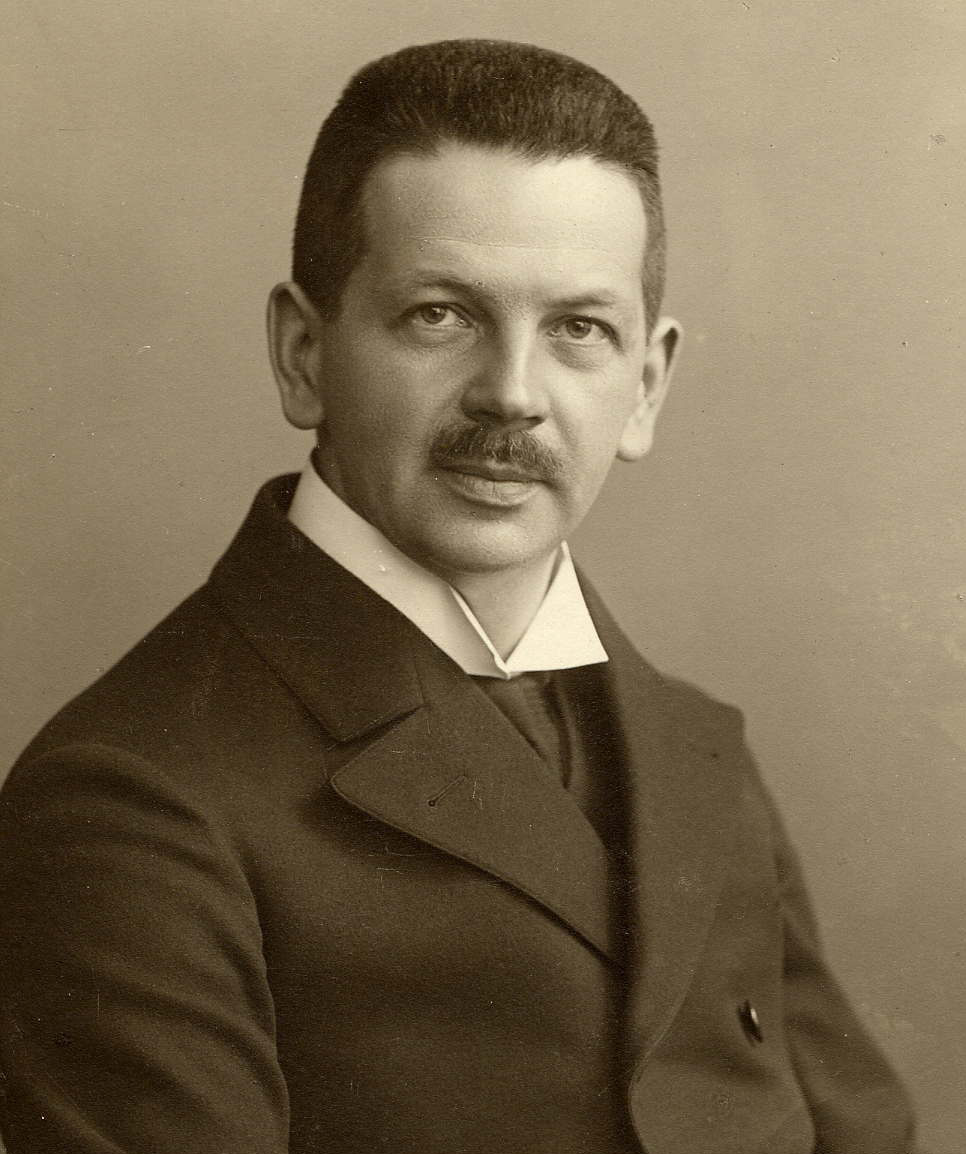
Moritz Weber

Moritz Gustav Weber (* 18. Juli 1871 in Leipzig; † 10. Juni 1951 in Neuendettelsau) war ein deutscher Ingenieur und Hochschullehrer.

## Leben
Moritz Weber wurde am 18. Juli 1871 in Leipzig geboren. Er wuchs in Hannover im Hause seines Großvaters Moritz Rühlmann auf. Sein akademischer Lehrer war der Mathematiker Felix Klein, bei dem er in Göttingen Assistent war.
Nach Abschluss seines Studiums ging er im Jahre 1904 nach Berlin, wo er als Regierungsbaumeister bei der Eisenbahn am ersten Projekt der Elektrifizierung der Stadtbahn und an der Wasserversorgung des Bahnhofs Charlottenburg mitarbeitete. 1904 wurde er ordentlicher Professor für Mechanik an der Technischen Hochschule Hannover und ab 1913 ordentlicher Professor für Mechanik des Schiff- und Schiffsmaschinenbaus an der Technischen Hochschule (Berlin-)Charlottenburg. Dort wirkte er bis zu seiner Emeritierung im Jahre 1936.
Er war längere Zeit Dekan der Fakultät für Maschinenwesen. Anlässlich seiner Emeritierung wurde er Ehrensenator der Technischen Hochschule Berlin.

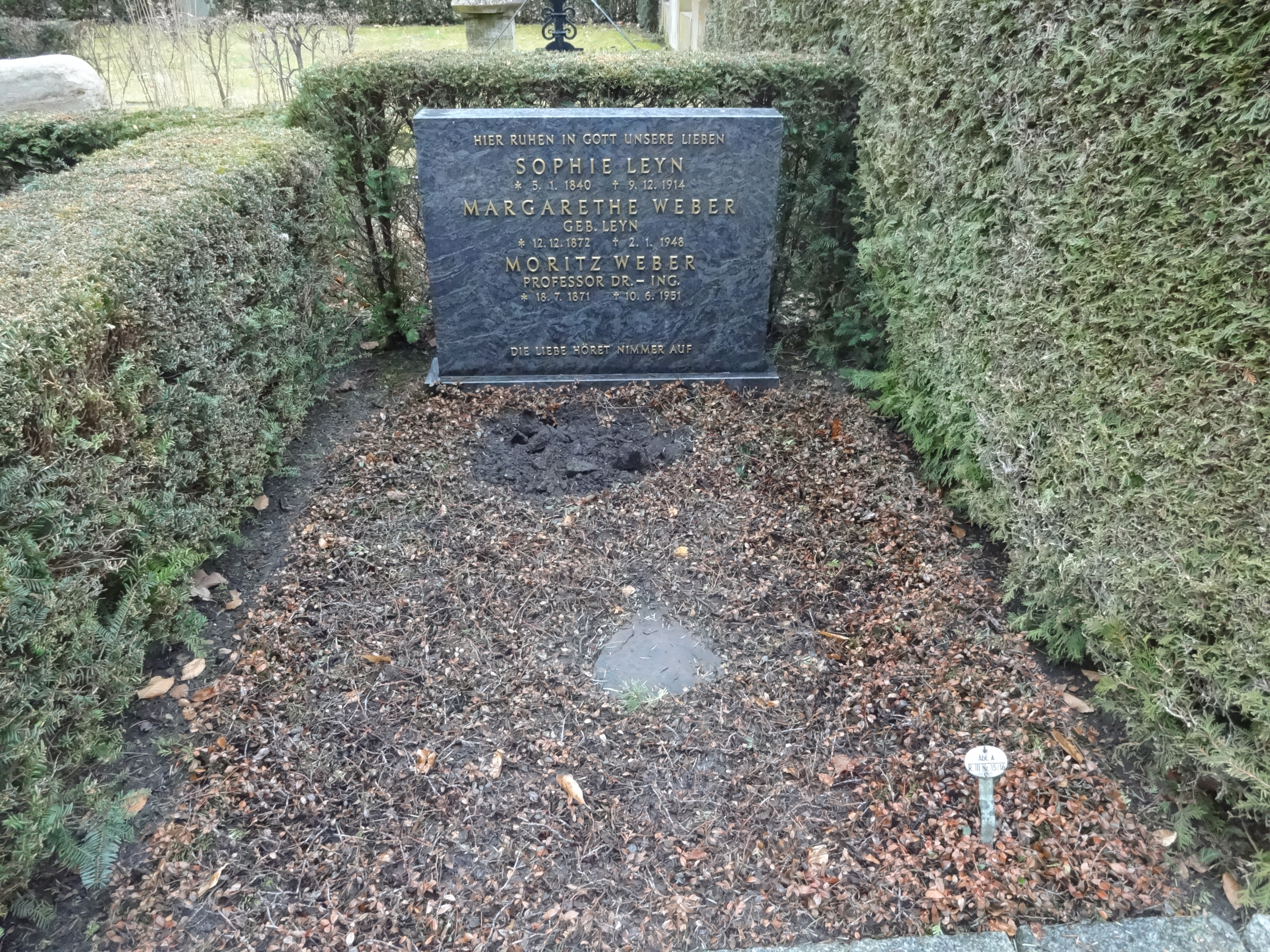
Grabstätte

Moritz Weber war verheiratet mit Margarethe geb. Leyn, das Paar hatte zwei Kinder. Er starb am 10. Juni 1951 in Neuendettelsau. Er ist auf dem Evangelischen Kirchhof Nikolassee in Berlin bestattet.

## Wissenschaftliche Tätigkeit
Weber arbeitete über die Bewegung des Halleyschen Kometen, das d’Alembertsche Prinzip, die Lagrangesche Bewegungsgleichung, den vollkommenen Massenausgleich und über Probleme der Koppelschwingungen. Sein besonderes Interesse galt der Ähnlichkeitsmechanik und Modellwissenschaft, für die er eine Systematik erarbeitete. Die sogenannte Weber-Zahl, eine Größe der Dimension Zahl in der Strömungsmechanik, ist nach ihm benannt.
Aus der Problematik den Schiffswiderstand für den Schiffbau zu bestimmen, ergab sich das Erfordernis, eine exakte Ähnlichkeitsmechanik zu konstruieren. Von der Ähnlichkeitsmechanik handelt Webers erste Veröffentlichung aus dem Jahre 1919 im Jahrbuch der Schiffbautechnischen Gesellschaft. Weber war der Auffassung, dass das wissenschaftliche Hilfsmittel der Ähnlichkeitsmechanik und Dimensionsanalyse nicht nur für das Modellversuchswesen des Schiffbaus unmittelbar Bedeutung hat, sondern auch für Modellversuche auf anderen Gebieten der technischen Physik, wie Thermodynamik, Elektrotechnik und Festigkeitslehre.
Nach seiner Ansicht leistet die Ähnlichkeitsphysik mehr, als nur eine Anweisung für die Anstellung und Auswertung von Modellversuchen zu liefern. Er hob die allgemeine wissenschaftliche Bedeutung des Ähnlichkeitsprinzips hervor, wie sie von Isaac Newton angedeutet worden ist. Davon gibt seine Veröffentlichung „Das allgemeine Ähnlichkeitsprinzip der Physik und sein Zusammenhang mit der Dimonsionslehre und der Modellwissenschaft“ im Jahrbuch der Schiffbautechnischen Gesellschaft 1930 Auskunft. Eine Abhandlung im Jahrbuch 1942 enthält eine historische Betrachtung über den Werdegang des Versuchswesens im Schiffbau in Verbindung mit einer Würdigung der beiden Modellforscher William Froude und Reech.